# چارلز گوردون
چارلز گوردون (به انگلیسی: Charles Gordone) (زاده ۱۲ اکتبر ۱۹۲۵-درگذشته ۱۶ نوامبر ۱۹۹۵) بازیگر آمریکایی بود.
از فیلم‌های معروف او می‌توان به بازی در فیلم قلب فرشته اشاره کرد.